# Alekseevskaja (Oblast' di Volgograd)
Alekseevskaja (in russo Алексеевская?) è una stanica dell'oblast' di Volgograd, in Russia capoluogo dell'Alekseevskij rajon. 